# Ninmah Corona
Ninmah Corona est une corona, formation géologique en forme de couronne, située sur la planète Vénus par 16,5° N et 49° E. Elle est localisée dans le quadrangle de Mead. Elle a été nommée en référence à Ninmah, déesse mère Sumer-Akkadienne. 

## Géographie et géologie
Ninmah Corona couvre une surface circulaire d'environ 700 km de diamètre. Cette formation fait partie des 34 coronae de plus de 500 km de diamètre sur la surface de Vénus.